# ELNA 1
ELNA 1 ist die Bezeichnung für eine Tenderlokomotivbauart für Privat- und Werksbahnen, die nach den Normen des Engeren Lokomotiv-Normen-Ausschusses (ELNA) gebaut wurde. Die Maschine hat die Achsfolge C und ist für den leichten Streckendienst ausgelegt.
Das einzige nachgewiesene Exemplar dieses seltenen Typs ist im Ausstellungsbestand des Bahnbetriebswerk Adorf vorhanden. Eine weitere Maschine ist stark an den Entwurf ELNA 1 angelehnt.

## WZTE 8 / WZTE 350 / Südzucker 3 / LAG Hof 3
Die Lok wurde 1931 bei Hanomag in Hannover gebaut und an die Wilstedt-Zeven-Tostedter Eisenbahn (WZTE) als Lokomotive Nr. 8 ausgeliefert. 1949 zeichnet die WZTE die Maschine in Nr. 350 um. Die neue Nummer entsprach dem Nummernschema des Niedersächsischen Landeseisenbahnamtes.
Im Jahr 1951 erwarb die Zuckerfabrik Franken GmbH, Ochsenfurt/Main die Lokomotive und bezeichnete sie als Nr. 3. 1964 schließlich kam die Lok zur Südzucker – Süddeutsche Zucker-AG, Werk Regensburg und wurde dort wieder als Nr. 3 geführt. Von Südzucker Regensburg wurde sie 1971 abgestellt.
Die Zuckerfabrik verkauft das Unikat an einen Privatmann aus Hof. Sie war als Museumslokomotive auf der Höllentalbahn im Frankenwald vorgesehen, die von der Lokalbahnarbeitsgemeinschaft (LAG) Hof geplant wurde.  Die Maschine war zuerst im Bahnbetriebswerk Hof abgestellt. Sie war ein Exponat beim 16. BDEF-Verbandtag vom 31. Mai bis zum 3. Juni 1973 in Hof. Ab 1982 war die ELNA 1 im Lokschuppen des Bahnhofs Marxgrün hinterstellt. 1999 kam sie zum Vogtländischen Eisenbahnverein Adorf (VEA) ins Bahnbetriebswerk Adorf. Dort ist sie derzeit geschützt und ausgeachst abgestellt.

## Theag 2 / DR 89 6280 (Variante)
Eine weitere Lokomotive ist stark an die Bauform ELNA 1 angelehnt. Es handelt sich um den 1927 bei der Lokomotivfabrik Hohenzollern mit der Fabriknummer 4600 gebauten C-Kuppler, der an die Boizenburger Stadt- und Hafenbahn geliefert wurde. 1933 kam sie zur Neuhaldensleber Eisenbahn als Nr. 2. Ab 1934 zählte sie zum Bestand der Osterwieck-Wasserlebener Eisenbahn, bis sie am 28. August 1940 zur Thüringische Eisenbahn-AG (Theag) kam und als Nr. 2 auf der Ruhlaer Eisenbahn eingesetzt wurde. Im Jahr 1950 wurde die Privatbahn verstaatlicht. Die Deutsche Reichsbahn führte die Maschine anschließend als 89 6280. Am 15. April 1965 hat die DR die Lokomotive ausgemustert.